# 1000-km-Rennen von Spa-Francorchamps 2006

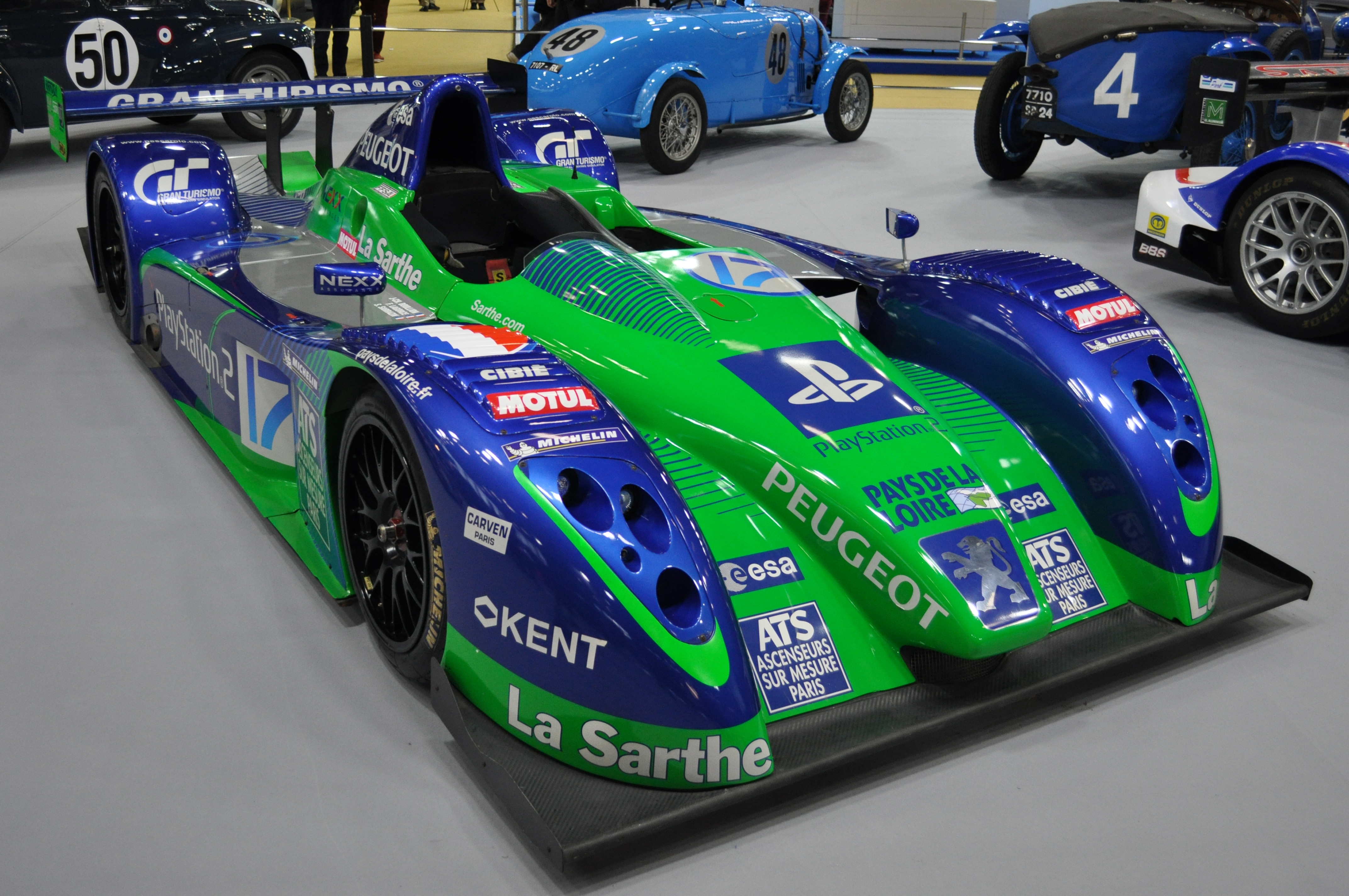
Pescarolo C60 Hybrid, Siegerwagen von Emmanuel Collard und Jean-Christophe Boullion

Das 23. 1000-km-Rennen von Spa-Francorchamps, auch Le Mans Series, 1000 km Spa, Spa-Francorchamps, fand am 14. Mai 2006 in Spa-Francorchamps statt und war der zweite Wertungslauf der Le Mans Series dieses Jahres.

## Das Rennen
Der zweite Wertungslauf der Le Mans Series 2006 brachte den zweiten Saisonsieg der beiden Franzosen Emmanuel Collard und Jean-Christophe Boullion im Pescarolo C60 Hybrid, diesmal vor den Schweizer Rennfahrerkollegen Harold Primat und Marcel Fässler im Courage-ORECA LC70. Als Gesamtdritte klassierten sich  John Nielsen, Casper Elgaard und Philip Andersen im Zytek 06S.

## Ergebnisse

### Schlussklassement
| 1               | LMP1 | 17 | Pescarolo Sport                | Emmanuel Collard Jean-Christophe Boullion                 | Pescarolo C60 Hybrid        | 134 |
| 2               | LMP1 | 5  | Swiss Spirit                   | Harold Primat Marcel Fässler                              | Courage-ORECA LC70          | 133 |
| 3               | LMP1 | 2  | Zytek Engineering              | John Nielsen Casper Elgaard Philip Andersen               | Zytek 06S                   | 132 |
| 4               | LMP2 | 39 | Chamberlain-Synergy            | Miguel Amaral Miguel Ángel de Castro Ángel Burgueño       | Lola B05/40                 | 132 |
| 5               | LMP2 | 25 | Ray Mallock Ltd.               | Thomas Erdos Mike Newton                                  | MG-Lola EX264               | 131 |
| 6               | LMP2 | 24 | Binnie Motorsports             | William Binnie Allen Timpany Sam Hancock                  | Lola 05/42                  | 129 |
| 7               | GT1  | 55 | Team Oreca                     | Stéphane Ortelli Soheil Ayari                             | Saleen S7-R                 | 129 |
| 8               | LMP2 | 32 | Barazi-Epsilon                 | Michael Vergers Juan Barazi Davide Valsecchi              | Courage C65                 | 128 |
| 9               | GT1  | 61 | Team Modena                    | Richard Lyons Antonio García                              | Aston Martin DBR9           | 128 |
| 10              | GT1  | 70 | PSI Experience                 | Jos Menten Pertti Kuismanen Markus Palttala               | Chevrolet Corvette C6.R     | 126 |
| 11              | GT1  | 62 | Team Modena                    | Peter Hardman Christian Vann Jamie Campbell-Walter        | Aston Martin DBR9           | 126 |
| 12              | GT1  | 67 | Convers MenX Team              | Peter Kox Robert Pergl Alexey Vasilyev                    | Ferrari 550 GTS Maranello   | 126 |
| 13              | GT1  | 72 | Luc Alphand Aventures          | Jérôme Policand Patrice Goueslard Anthony Beltoise        | Chevrolet Corvette C5-R     | 126 |
| 14              | LMP2 | 36 | Paul Belmondo Racing           | Claude-Yves Gosselin Pierre Ragues Karim Ojjeh            | Courage C65                 | 123 |
| 15              | GT2  | 76 | Autorlando Sport               | Marc Lieb Joël Camathias                                  | Porsche 911 GT3-RSR         | 123 |
| 16              | GT2  | 82 | Team LNT                       | Lawrence Tomlinson Richard Dean Tom Kimber-Smith          | Panoz Esperante GT-LM       | 122 |
| 17              | GT2  | 99 | Virgo Motorsport               | Dan Eagling Tim Sugden                                    | Ferrari F430 GT             | 122 |
| 18              | GT2  | 80 | Farnbacher Racing              | Lars-Erik Nielsen Marco Seefried                          | Porsche 911 GT3-RSR         | 122 |
| 19              | GT2  | 92 | IMSA Performance Matmut        | Christophe Bouchut Raymond Narac                          | Porsche 911 GT3-RSR         | 121 |
| 20              | GT2  | 75 | Thierry Perrier                | Philippe Hesnault Nigel Smith João Barbosa                | Porsche 911 GT3-RSR         | 119 |
| 21              | GT2  | 77 | Seikel Motorsport              | Tony Burgess Philip Collin Tim Bergmeister                | Porsche 911 GT3-RSR         | 118 |
| 22              | GT2  | 73 | Ice Pol Racing Team            | Yves Lambert Christian Lefort Romain Iannetta             | Porsche 911 GT3-RSR         | 114 |
| 23              | GT2  | 95 | Racesport Peninsula            | John Hartshorne Iain Dockerill                            | TVR Tuscan T400R            | 111 |
| 24              | GT2  | 85 | Spyker Squadron b.v.           | Jeroen Bleekemolen Mike Hezemans                          | Spyker C8 Spyder GT2-R      | 111 |
| 25              | GT2  | 96 | James Watt Automotive          | Paul Daniels Jack Elsegood Xavier Pompidou                | Porsche 911 GT3-RSR         | 96  |
| Ausgefallen     |      |    |                                |                                                           |                             |     |
| 26              | GT2  | 90 | Farnbacher Racing              | Pierre Ehret Dominik Farnbacher                           | Porsche 911 GT3-RSR         | 86  |
| 27              | GT2  | 91 | T2M Motorsport                 | Miroslav Konôpka Yutaka Yamagishi Tor Graves              | Porsche 911 GT3-RS          | 80  |
| 28              | LMP2 | 20 | Pierre Bruneau                 | Marc Rostan Pierre Bruneau                                | Pilbeam MP93                | 79  |
| 29              | LMP2 | 28 | Ranieri Randaccio              | Ranieri Randaccio Italien Fabio Mancini Gianni Collini    | Lucchini LMP2/04            | 74  |
| 30              | LMP2 | 22 | Rollcentre Racing              | Gregor Fisken Tim Greaves Martin Short                    | Radical SR9                 | 67  |
| 31              | GT1  | 50 | Larbre Compétition             | Pedro Lamy Gabriele Gardel Vincent Vosse                  | Aston Martin DBR9           | 58  |
| 32              | LMP1 | 13 | Courage Compétition            | Shinji Nakano Haruki Kurosawa                             | Courage-ORECA LC70          | 53  |
| 33              | GT2  | 81 | Team LNT                       | Warren Hughes Rob Bell                                    | Panoz Esperante GT-LM       | 49  |
| 34              | GT2  | 97 | GPC Sport                      | Luca Drudi Gabrio Rosa Fabrizio De Simone                 | Ferrari F430 GT             | 49  |
| 35              | LMP1 | 12 | Courage Compétition            | Alexander Frei Jean-Marc Gounon                           | Courage-ORECA LC70          | 47  |
| 36              | LMP1 | 6  | Lister Storm Racing            | Nicolas Kiesa Jens Møller                                 | Lister Storm LMP            | 42  |
| 37              | LMP2 | 37 | Paul Belmondo Racing           | Didier André Yann Clairay                                 | Courage C65                 | 28  |
| 38              | GT2  | 86 | Spyker Squadron b.v.           | Jonny Kane Donny Crevels                                  | Spyker C8 Spyder GT2-R      | 26  |
| 39              | LMP1 | 19 | Chamberlain-Synergy Motorsport | Bob Berridge Gareth Evans Peter Owen                      | Lola B06/10                 | 3   |
| 40              | GT1  | 51 | B-Racing RS Line               | Norbert Walchhofer Benjamin Leuenberger Marino Franchitti | Lamborghini Murciélago R-GT | 1   |
| 41              | LMP1 | 15 | ProTran Competition            | Kevin McGarrity Paul Cope                                 | ProTran RS06/H              | 1   |
| 42              | LMP2 | 35 | G-Force Racing                 | Ed Morris Stéphane Lémeret Jean-François Leroch           | Courage C65                 | 1   |
| 43              | GT2  | 78 | Autorlando Sport               | Gunnar Kristensen Allan Simonsen                          | Porsche 911 GT3-RSR         | 1   |
| 44              | GT2  | 84 | GPC Sport                      | Jesús Díez Villarroel Peter Sundberg                      | Ferrari F430 GT             | 1   |
| Nicht gestartet |      |    |                                |                                                           |                             |     |
| 45              | LMP1 | 9  | Creation Autosportif           | Nicolas Minassian Beppe Gabbiani Felipe Ortiz             | Creation CA06/H             | 1   |
| 46              | LMP2 | 44 | Kruse Motorsport               | Jens Petersen Jan-Dirk Lueders Christopher Bruck          | Courage C65                 | 2   |
| 47              | GT1  | 71 | PSI Experience                 | Philippe Alliot Frédéric Bouvy Romain Bera                | Chevrolet Corvette C5-R     | 3   |

1 zurückgezogen
2 nicht gestartet
3 zurückgezogen

### Nur in der Meldeliste
Hier finden sich Teams, Fahrer und Fahrzeuge, die ursprünglich für das Rennen gemeldet waren, aber aus den unterschiedlichsten Gründen daran nicht teilnahmen.
| Pos. | Klasse | Nr. | Team                  | Fahrer                                      | Chassis             |
| ---- | ------ | --- | --------------------- | ------------------------------------------- | ------------------- |
| 48   | GT2    | 98  | Noël del Bello Racing | Christophe Tinseau Jean-Luc Maury-Laribière | Porsche 996 GT3-RSR |

### Klassensieger
| Klasse | Fahrer           | Fahrer                   | Fahrer         | Fahrzeug             | Platzierung im Gesamtklassement |
| ------ | ---------------- | ------------------------ | -------------- | -------------------- | ------------------------------- |
| LMP1   | Emmanuel Collard | Jean-Christophe Boullion |                | Pescarolo C60 Hybrid | Gesamtsieg                      |
| LMP2   | Miguel Amaral    | Miguel Ángel de Castro   | Ángel Burgueño | Lola B05/40          | Rang 4                          |
| GT1    | Stéphane Ortelli | Soheil Ayari             |                | Saleen S7-R          | Rang 7                          |
| GT2    | Marc Lieb        | Joël Camathias           |                | Porsche 911 GT3-RSR  | Rang 15                         |

### Renndaten
- Gemeldet: 48
- Gestartet: 44
- Gewertet: 25
- Rennklassen: 4
- Zuschauer: unbekannt
- Wetter am Renntag: warm und trocken
- Streckenlänge: 6,976 km
- Fahrzeit des Siegerteams: 6:01:35,407 Minuten
- Gesamtrunden des Siegerteams: 134
- Gesamtdistanz des Siegerteams: 934,784 km
- Siegerschnitt: 155,112 km/h
- Pole Position: Harold Primat – Courage-ORECA LC70 (#5) – 2:19,538 = 179,977 km/h
- Schnellste Rennrunde: Jean-Christophe Boullion – Pescarolo C60 Hybrid (#17) – 2:06,687
- Rennserie: 2. Lauf zur Le Mans Series 2006